# Jean-François Dours
Pour les articles homonymes, voir Dours (homonymie).
Jean François Dours, né le 1er mai 1739 à Bollène (Vaucluse), mort le 23 décembre 1795 à Bollène (Vaucluse), est un général de la révolution française.

## États de service
Jean-François Dours fait les campagnes de Port-Mahon le 20 mai 1756, de Hanovre de 1756 à 1763 et de Corse en 1768, et il a été en Turquie comme adjoint au baron Tott. Le 8 septembre 1772, il sert comme gendarme à la garde du roi.
Il est réformé le 1er octobre 1787, et il devient chef de la garde nationale de Bollène après la réunion du comtat Venaissin à la France en août 1791. Commissaire du département de la Drôme, il prend les fonctions d'aide de camp du général Carteaux le 6 juillet 1793.
Il est nommé chef de brigade le 3 septembre 1793, et il est promu général de brigade provisoire le 26 septembre 1793, par les représentants à l’armée devant Toulon et confirmé le 26 septembre 1793. Il est employé à l’armée d’Italie lorsqu’il est fait général de division le 1er octobre 1793.
Par arrêté du Comité de salut public du 23 octobre 1793, il prend le commandement provisoire, le 29 octobre 1793, de l’armée des Alpes jusqu’au 17 novembre 1793.
Retiré du service en février 1795, il est assassiné à Bollène par des déserteurs le 23 décembre 1795.

## Sources
- (en) « Generals Who Served in the French Army during the Period 1789 - 1814: Eberle to Exelmans »
- Étienne Charavay, Correspondance général de Carnot, tome 3, imprimerie Nationale, 1887
- (pl) « Napoléon.org.pl »